# Kolegiata św. Klary w Dortmundzie
Kolegiata św. Klary w Dortmundzie (niem. Die Stiftskirche St. Clara) – kościół rzymskokatolicki, położony w dortmundzkiej dzielnicy Hörde (do 1928 samodzielne miasto).

## Historia i architektura

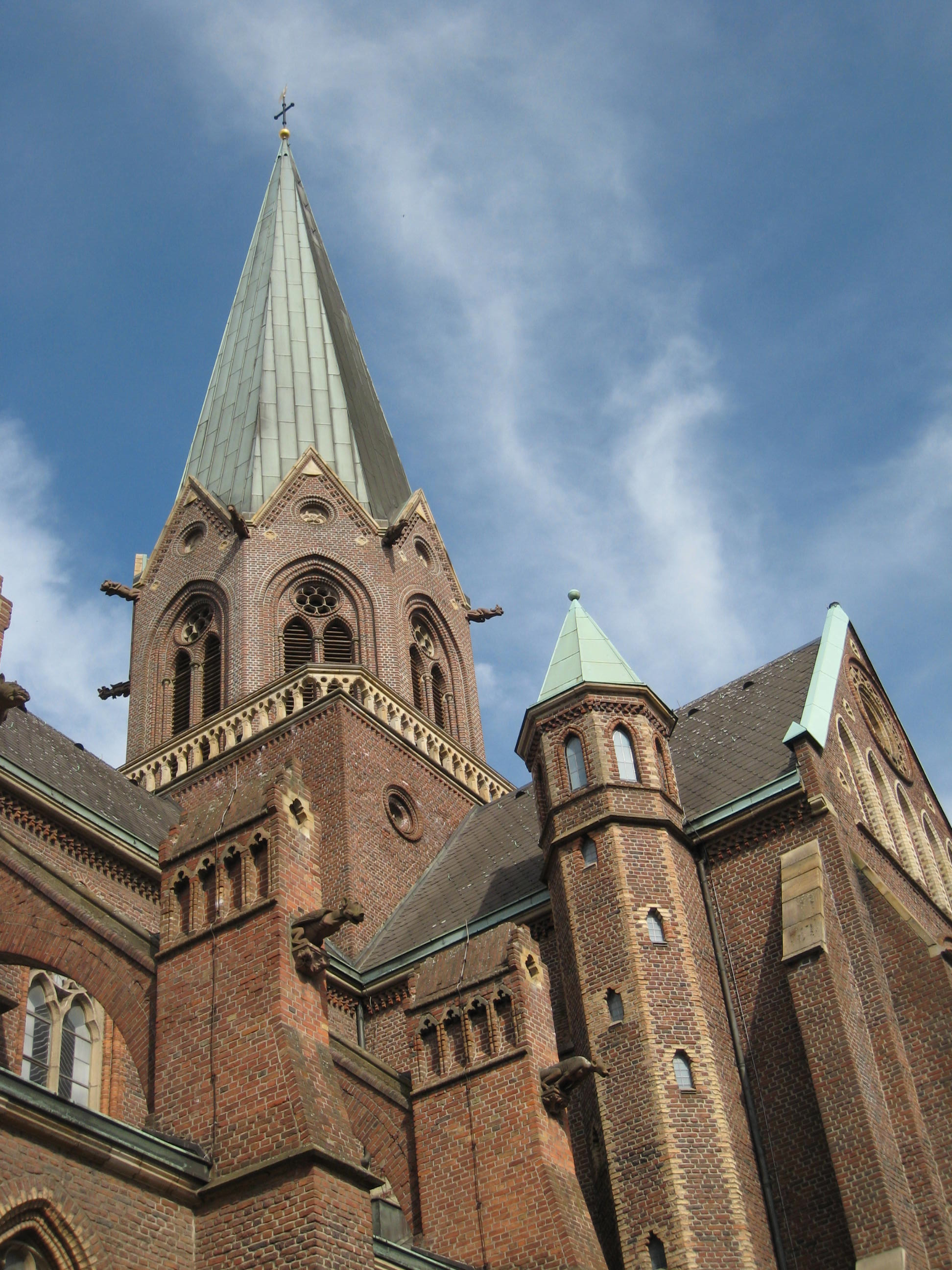
Odbudowana wieża kolegiaty św. Klary

Klasztor św. Klary (Clarenberg) założony został we wsi Hörde w 1339 przez Konrada von der Mark i jego żonę Elisabeth von Kleve. W roku następnym wioska została włączona do zamku Hörder Burg. Przy klasztorze zbudowano kościół pw. św. Klary. Po nastaniu reformacji liczba katolików w Hörde gwałtownie spadła – pozostały zaledwie cztery rodziny a klasztor klarysek w 1583/84 przekształcony został w świeckie stowarzyszenie żeńskie.
W 1811 dobra kościelne i klasztorne zostały zajęte przez Napoleona a Clarenberg poddano sekularyzacji. Rząd Napoleona przejął 13 września 1813 starą kolegiatę, dom parafialny i klasztorny browar i uposażył nimi parafię w Hörde. Prawa te uznało następnie państwo pruskie, przejmując również w 1862 obowiązek budowy kościoła. To państwowe zwierzchnictwo nad parafią przetrwało do czasów współczesnych.
Po otwarciu huty stali w Hörde przez Hermanna Diedricha Piepenstocka w 1840 miasto zanotowało silny napływ robotników katolickich. Dotychczasowy kościół okazał się za mały. Katolicka parafia w Hörde postanowiła – wbrew stanowisku westfalskiego konserwatora – wyburzyć stary kościół klasztorny i zbudować nowy, większy.
5 maja 1863 biskup Conrad Martin położył kamień węgielny pod budowę nowego kościoła. Według planów diecezjalnego architekta Arnolda Güldenpfenniga wzniesiony został nowy, neogotycki kościół, który, po dwóch latach budowy, konsekrowano 30 maja 1865. Do budowy kościoła użyto 2 mln cegieł oraz piaskowca (na kolumny).
Kościół św. Klary jest trzynawową bazyliką z transeptem. Krzyżowe sklepienia, składające się z 24 pól, spoczywają na 20 potężnych kolumnach, półkolumnach i służkach. Na przecięciu naw i transeptu wzniesiono 70-metrową wieżę, wspartą na czterech kolumnach, ozdobionych figurami ojców kościoła: św. Ambrożego, św. Grzegorza, św. Augustyna i św. Hieronima. Dębowe, wysokie na 3 m ołtarze boczne Najświętszej Maryi Panny i  św. Klary z 1865 wyrzeźbił snycerz Goldkuhle. Ołtarz główny, wysoki na 5 m, wzniesiony z piaskowca w stylu gotyckim przez rzeźbiarza Brockhinke, konsekrowano na Wielkanoc 1881. W 1884 Goldkuhle wykonał malowidła w kolegiacie. Powtórnie pomalowano wnętrze świątyni i dokonano pozłocenia figur w latach 1905 – 1907. Nadzór sprawował koloński malarz Robert Rosenthal. Kolejnego przemalowania świątyni dokonał w 1936 malarz Kruse. Dokonano też wtedy remontu ścian i fasady zachodniej świątyni, wymieniając 30 tysięcy wykruszonych cegieł na nowe. W 1938 firma Jucho przy pomocy prasy hydraulicznej podniosła wyżej ważący 30 ton ołtarz główny. Firma Peters z Paderborn wymieniła szkło w oknach.
W czasie drugiej wojny światowej w wyniku bombardowania w nocy z 22 na 23 maja 1944 kościół został bardzo zniszczony. Po wojnie został do 1949 odbudowany. Wstawiono nowoczesne witraże autorstwa Wilhelma Buschulte. W 1985 dokonano w świątyni zakrojonych na szeroką skalę prac renowacyjnych. W 1987 usunięto dotychczasowy, zbudowany po wojnie prowizoryczny hełm wieży a 3 i 4 lutego 1988 zamontowano przy użyciu specjalnego dźwigu odtworzony w oryginalnej formie nowy hełm wieży.

## Wyposażenie
Podczas prac restauracyjnych w 1961 zniszczono ołtarz główny. Usunięto również ołtarze boczne.

### Dzwony
Pierwsze dzwony dla kościoła ufundowała rodzina von Romberg w 1917. W 1923 parafia zamówiła nowe dzwony, które podczas wojny uległy zarekwirowaniu przez państwo jako surowiec. Po wojnie zamówiono cztery nowe, stalowe dzwony. Zabrzmiały one po raz pierwszy w 1954.

### Organy
Pierwsze organy zbudowała w 1866 w kolegiacie firma Randebrock z Paderborn. Składały się one z 3 manuałów, pedału i miały 32 glosy. W 1906 zostały przebudowane. Uległy zniszczeniu podczas wojny. Po wojnie nowe organy zbudowała firma Stockmann z Werl. W 1985 podczas prac restauracyjnych przebudowano je. Nowy instrument ma 36 głosów i 2700 piszczałek.

### Rzeźby i naczynia liturgiczne
Wiszący nad ołtarzem krucyfiks pochodzi z XIV w. Ze starego kościoła klasztornego pochodzą figury św. Joachima i św. Anny, Najświętszej Maryi Panny i św. Klary (wszystkie z XV w.) oraz głowa Chrystusa nad drzwiami do zakrystii (XIV w.).
Pozłacany barokowy kielich pochodzi z 1736. 5 kwietnia 1860 baron Clemens von Romberg ofiarował wspólnocie parafialnej gotycką monstrancję wieżową. Miała ona przypominać w następnych latach o konwersji na katolicyzm jego ojca Gisberta Freiherr von Romberg z 13 czerwca 1856.
Z wczesnorenesansowych szat liturgicznych pochodzi 5 medalionów przedstawiających Zmartwychwstanie oraz wartościowy ornat z XV w., który został poddany renowacji w 2005. Renowacji w 2007 poddano również wyrzeźbione z drewna figury z szopki bożonarodzeniowej, zakupione w 1879.